# غار کوه سبز
غار کوه سبز مربوط به دوران پیش از تاریخ ایران باستان است و در شهرستان مرودشت، روستای کوه سبز واقع شده و این اثر در تاریخ ۲ آبان ۱۳۸۲ با شمارهٔ ثبت ۱۰۵۳۴ به‌عنوان یکی از آثار ملی ایران به ثبت رسیده است.